# Great Expectations (Modern Family)
Great Expectations é o oitavo episódio da primeira temporada da série Modern Family. O episódio foi exibido originalmente pela ABC no dia 18 de Novembro de 2009 nos EUA.

## Sinopse
É aniversário de casamento dos Dunphys e Claire quer surpreender Phil com um presente e consegue um show privado com o cantor da Spandau Ballet que canta a música de quando eles deram seu primeiro beijo. Cameron e Mitchell estão precisando dar um tempo de Lily e sair para passear, eles então convidam sua amiga Sal para uma noitada na cidade, mas o problema é que Sal começa a demonstrar que quer matar Lily. Jay tem sua tradicional e anual noite com os netos, enquanto Luke pensa que seu avô está a beira da morte Haley tenta fugir a todo custo para ir a uma festa.

## Recepção
O episódio foi visto por cerca de 9.161.000 espectadores e tem uma classificação na Nielsen de 5,4/9. Edward Norton e Ty Burrell já estrelaram juntos em The Incredible Hulk e Leaves of Grass. O episódio foi dedicado a David Lloyd, pai do co-criador Christopher Lloyd que morreu 8 dias antes da data de exibição.